# Вричуло (Салерно)
Вричуло је насеље у Италији у округу Салерно, региону Кампанија.
Према процени из 2011. у насељу је живело 41 становника. Насеље се налази на надморској висини од 193 м.